# Escola bíblica
Escola bíblica, seminário teológico ou instituto bíblico, é uma instituição cristã protestante ou  cristã evangélica de ensino superior, que prepara os alunos para o  ministério cristão e fornece educação teológica, estudos bíblicos e treinamento prático em ministério, para tornar-se missionário,  pastor, diácono ou  cantor.

## História

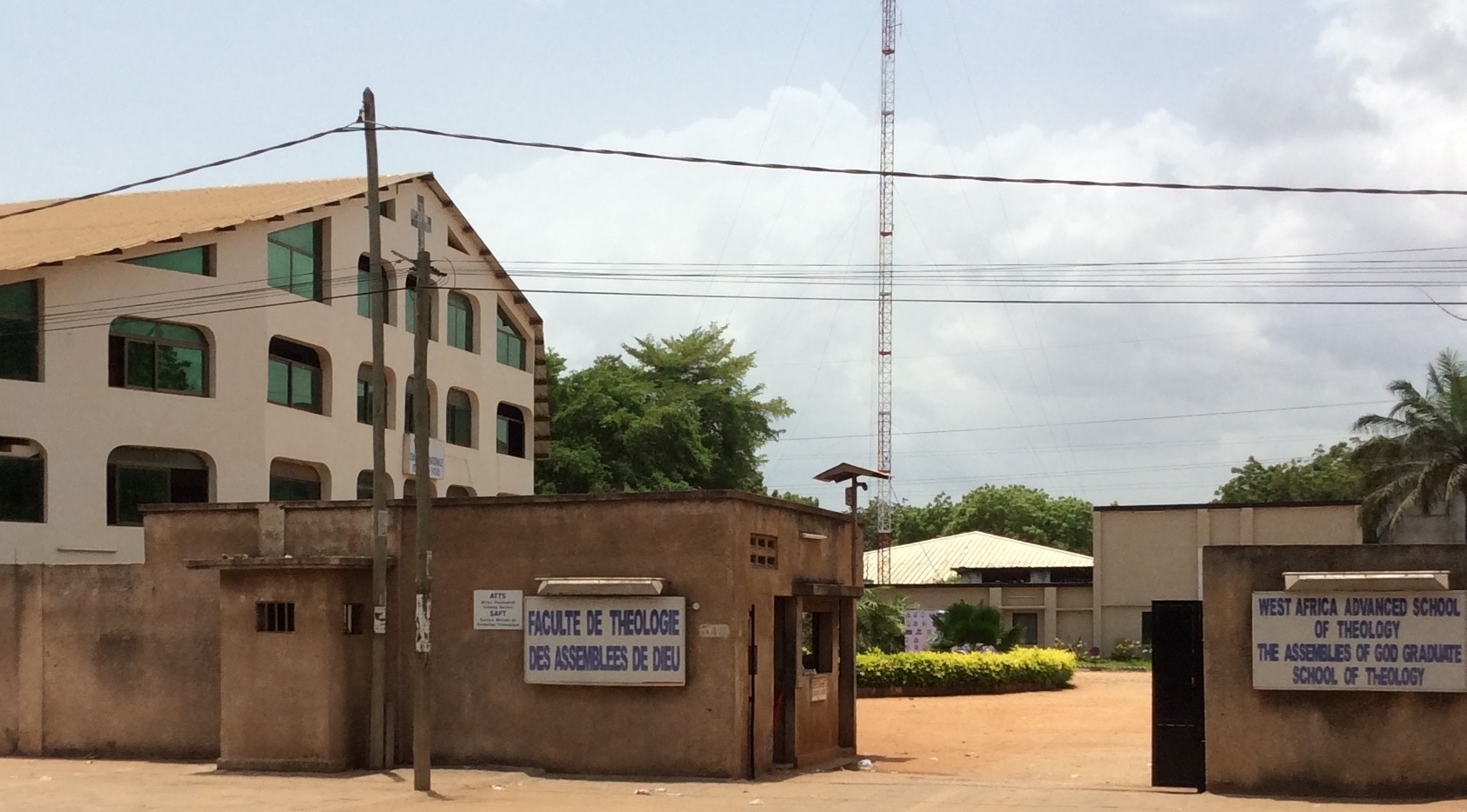
Faculdade de Teologia das Assembléias de Deus, em 2018, em Lomé, no Togo

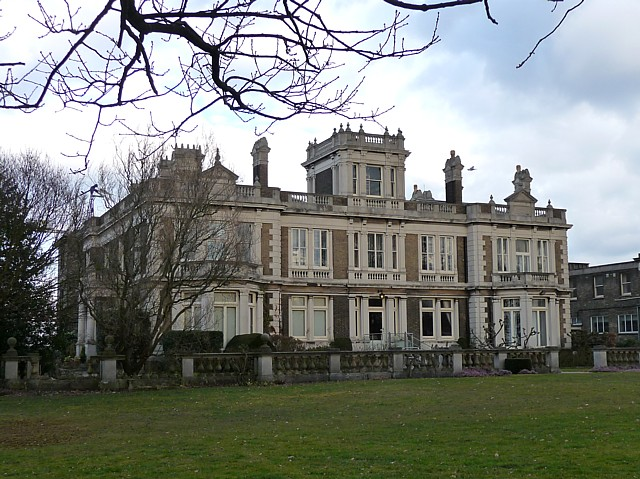
Spurgeon's College, em Londres

O treinamento teológico tem suas origens no livro de Atos dos Apóstolos, onde se diz que Paulo de Tarso treinou os crentes para o  ministério cristão em uma escola de Éfeso por dois anos.
As escolas bíblicas difere de outras instituições teológicas em sua perspectiva  missionária. Na Europa, as primeiras escolas que poderiam ser classificadas nesta categoria são o Seminário Teológico St. Christona (afiliado com Chrischona International) fundado em 1840 por Christian Friedrich Spittler em Bettingen, Suíça e 
Colégio de Pastores (afiliado com a União Batista da Grã-Bretanha) estabelecido em 1856 pelo pastor batista Charles Spurgeon em Londres no Reino Unido.
Na América do Norte, o primeiro instituto teológico, o Missionary Training Institute (afiliado com a União mundial da Aliança) foi fundado em 1882 pelo pastor Canadense Albert Benjamin Simpson em Nyack, próximo a New York nos Estados Unidos.  O segundo, o "Chicago Bible Institute" foi criado em 1887 pelo evangelista Dwight L. Moody em Chicago nos Estados Unidos.
Os missionários americanos, Ralph e Edith Norton, fundaram a Missão Evangélica Belga em 1919, o que levou à abertura do Instituto Bíblico Belga em Bruxelas no mesmo ano. É o primeiro instituto bíblico de língua francesa na Europa.
Na África, o estabelecimento de institutos bíblicos seguiu o das igrejas.  As Assembléias de Deus assim abertas o primeiro Instituto Bíblico da África Ocidental Francesa, em Koubri, perto de Ouagadougou, em Burkina Faso, em 1939, antes de abrir vários outros institutos no continente.
A teologia evangélica  moderada apareceu pela primeira vez nos Estados Unidos na década de 1940 em institutos.   Isso ajudou no ensino de certas disciplinas, como hermenêutica, exegese, epistemologia e o apologética.
Em 1995, um campus do Seminário Teológico Batista de Nova Orleans nos Estados Unidos foi estabelecido na Louisiana State Penitentiary após um convite do diretor da prisão, Burl Cain.  A escola tem contribuído para uma redução significativa no índice de violência no presídio. Em 2016, Cain fundou a Prison Seminaries Foundation, organização que possui vários seminários membros em prisões americanas. 
O Conselho Internacional para Educação Teológica Evangélica foi fundada em 1980 pela Comissão Teológica da Aliança Evangélica Mundial.  Em 2015, teria 1.000 escolas membros em 113 países. 
Atualmente no Brasil a escola bíblica dominical se demonstra um meio continuo e eficaz de ensino, através dela o cristão é capacitado para o dia a dia de acordo com as réguas do evangelho. Dentre os principais defensores desse meio de ensino cristão estão: Ciro Sanches Zibordi, Claudionor Correia de Andrade, Daniel Bernardo Marins Ouriques da Cunha, Osiel Gomes, José Gonçalves, Ezequias Soares, Elienai Cabral, Elinaldo Renovato, e outros teólogos de diferentes denominações.   

## Programas
Os programas em teologia evangélica são oferecidos por um período de um ano para obter um certificado, até quatro anos para obter uma licenciatura ou a mestrado.
Os programas variam de faculdade para faculdade. Em geral, as principais disciplinas ensinadas são teologia evangélica, teologia prática, história do cristianismo, administração, louvor, etc.
Muitos institutos oferecem correspondência ou treinamento na Internet.